# Tommy Loughran
Pour les articles homonymes, voir Loughran.
Tommy Loughran est un boxeur américain né le 29 novembre 1902 à Philadelphie et mort le 7 juillet 1982 à Altoona en Pennsylvanie.

## Carrière
Il devient champion du monde des poids mi-lourds le 25 juin 1923 en battant l'irlandais Mike McTigue. Il perd le combat revanche le 2 août et devra patienter quatre ans pour redevenir champion, toujours contre McTigue le 7 octobre 1927 pour le titre de la New York State Athletic Commission (NYSAC), puis contre Jimmy Slattery le 12 décembre 1927 pour le titre de la National Boxing Association (NBA, ancêtre de la WBA).
Loughran défend ses ceintures en battant Leo Lomski et Pete Latzo (deux fois) en 1928 puis Mickey Walker et James J. Braddock en 1929 avant de les laisser vacantes pour tenter de décrocher le titre mondial des poids lourds. Il échoue le 1er mars 1934 face à l'italien Primo Carnera et met un terme à sa carrière en 1937.

## Distinctions
- Tommy Loughran est élu boxeur de l'année en 1929 et 1931 par Ring Magazine.
- Loughran - Lomski est élu combat de l'année en 1928.
- Il est membre de l'International Boxing Hall of Fame depuis 1991[5].